# Devenilia taivanensis
Devenilia taivanensis är en fjärilsart som beskrevs av Louis Beethoven Prout 1914. Devenilia taivanensis ingår i släktet Devenilia och familjen mätare. Inga underarter finns listade i Catalogue of Life.